# 丁氏光禄公祠
23°32′26″N 116°20′50″E / 23.54056°N 116.34722°E
丁氏光禄公祠位于中国广东省揭阳市榕城区元鼎路，是清末大臣丁日昌的府邸，俗称丁府，1993年被列为揭阳市文物保护单位，2008年被列为广东省文物保护单位，2013年被列为第七批全国重点文物保护单位。
整个祠堂建筑占地面积为6100平方米，共有大小房屋99间，地下室1间，平面呈繁体“興”字，在潮汕地区建筑史上极具代表意义和研究价值。

## 图集

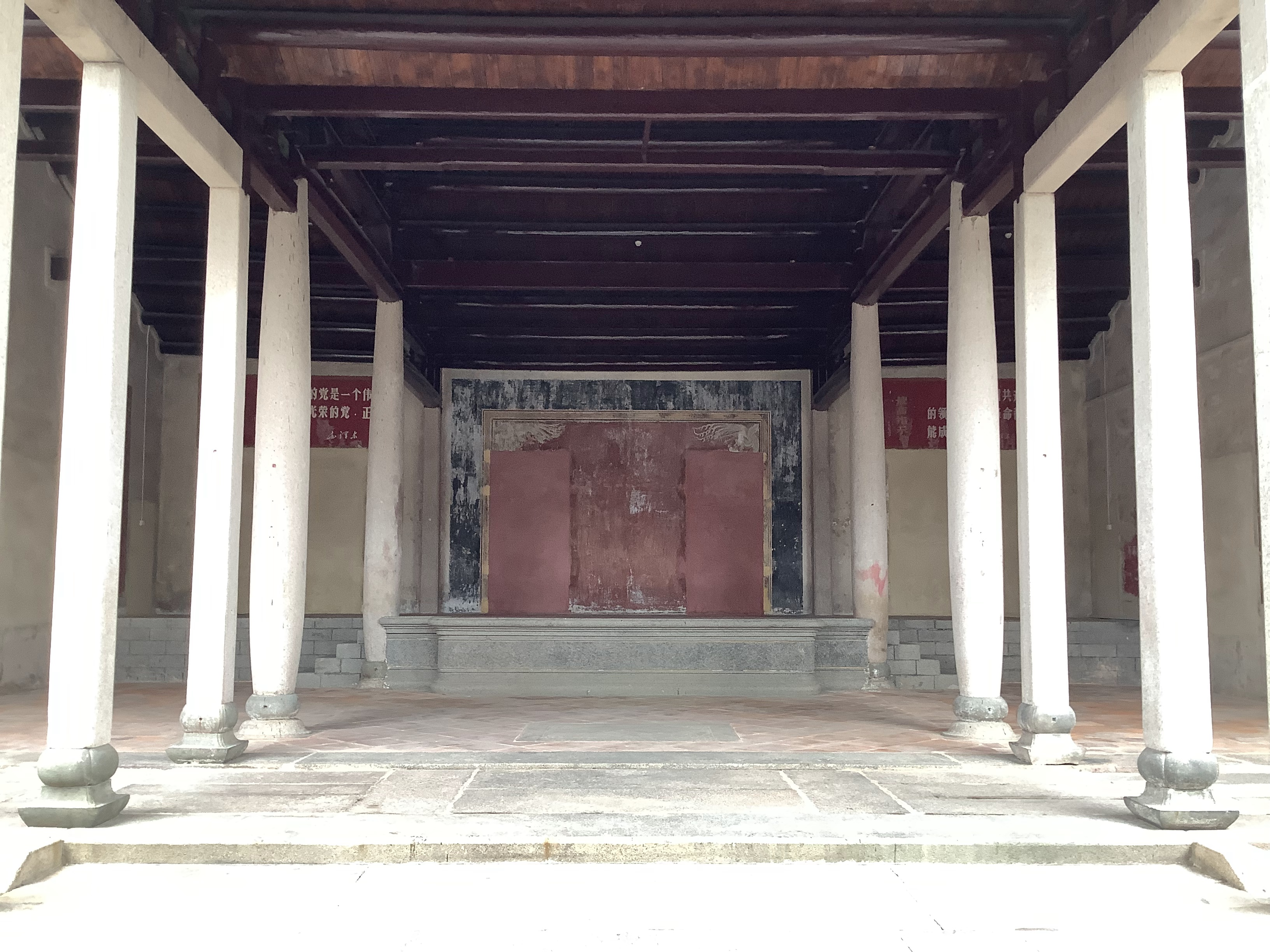
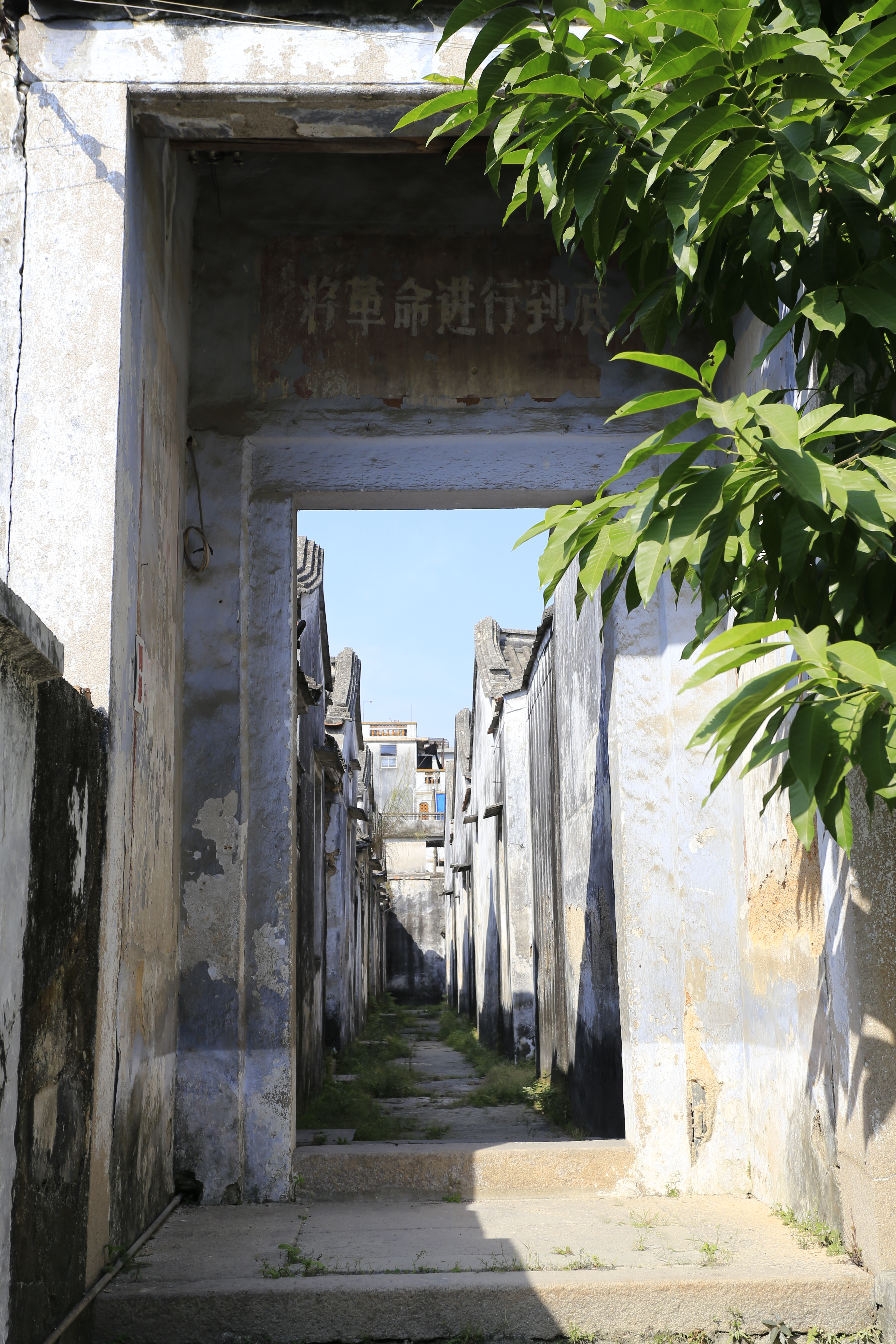
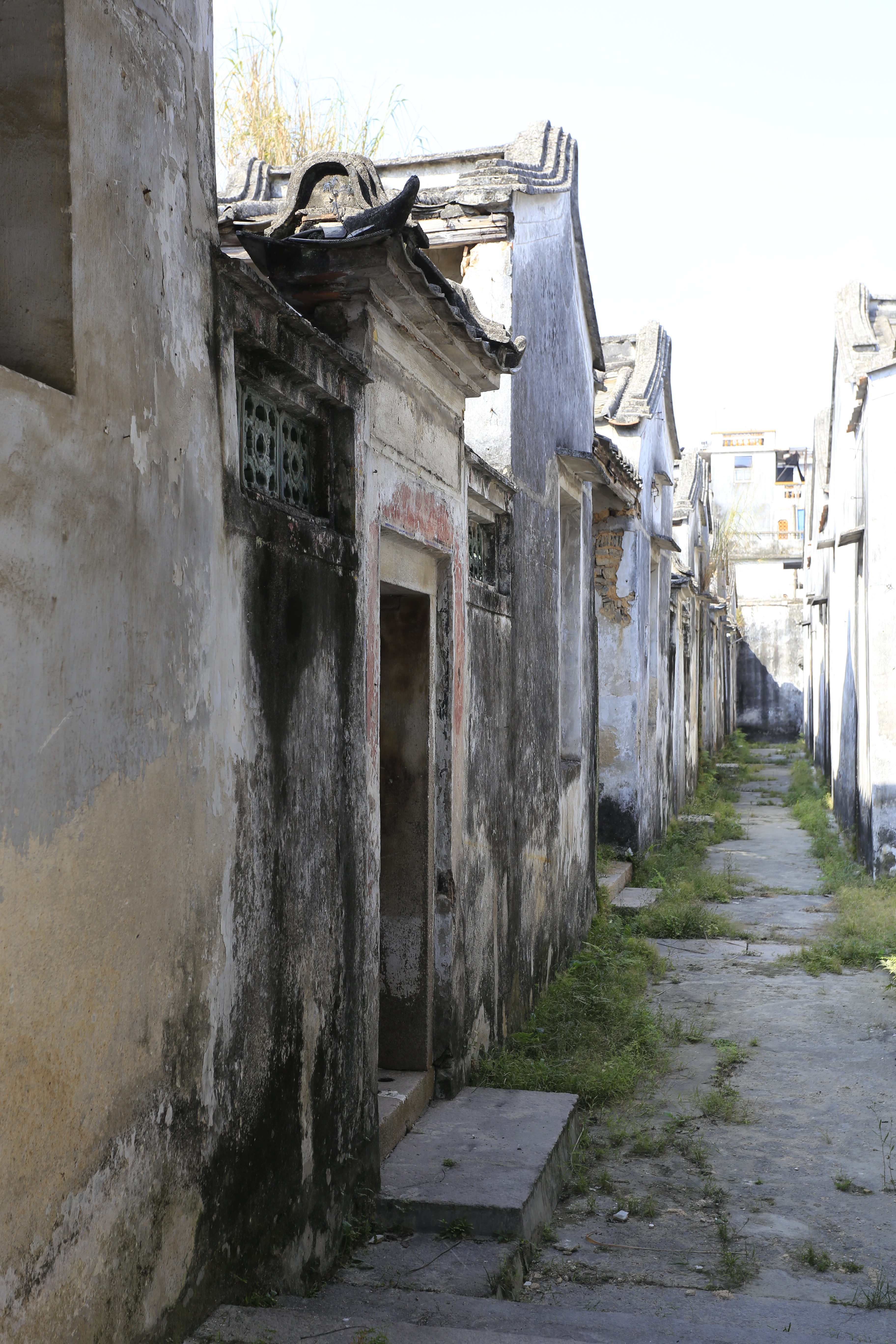
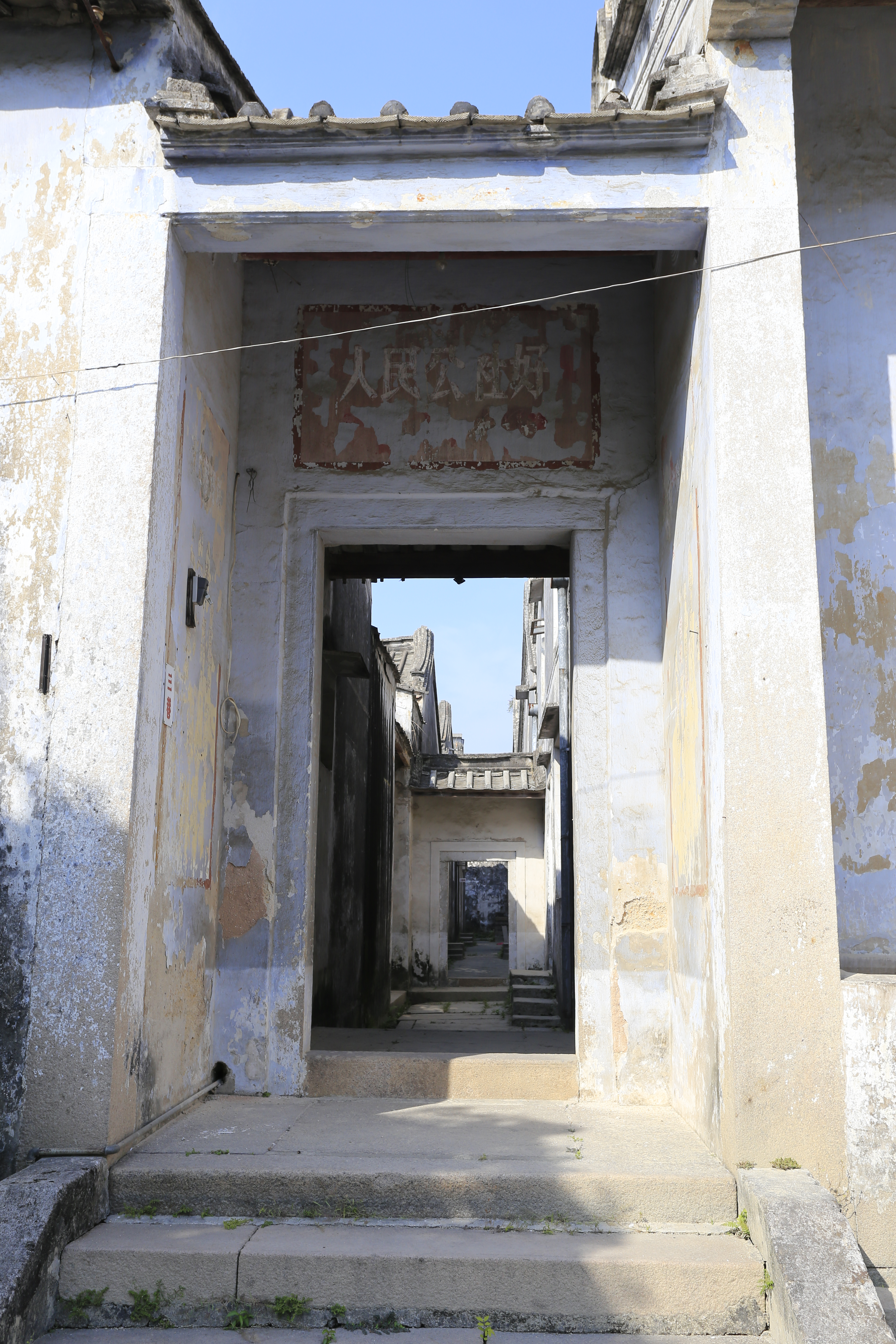
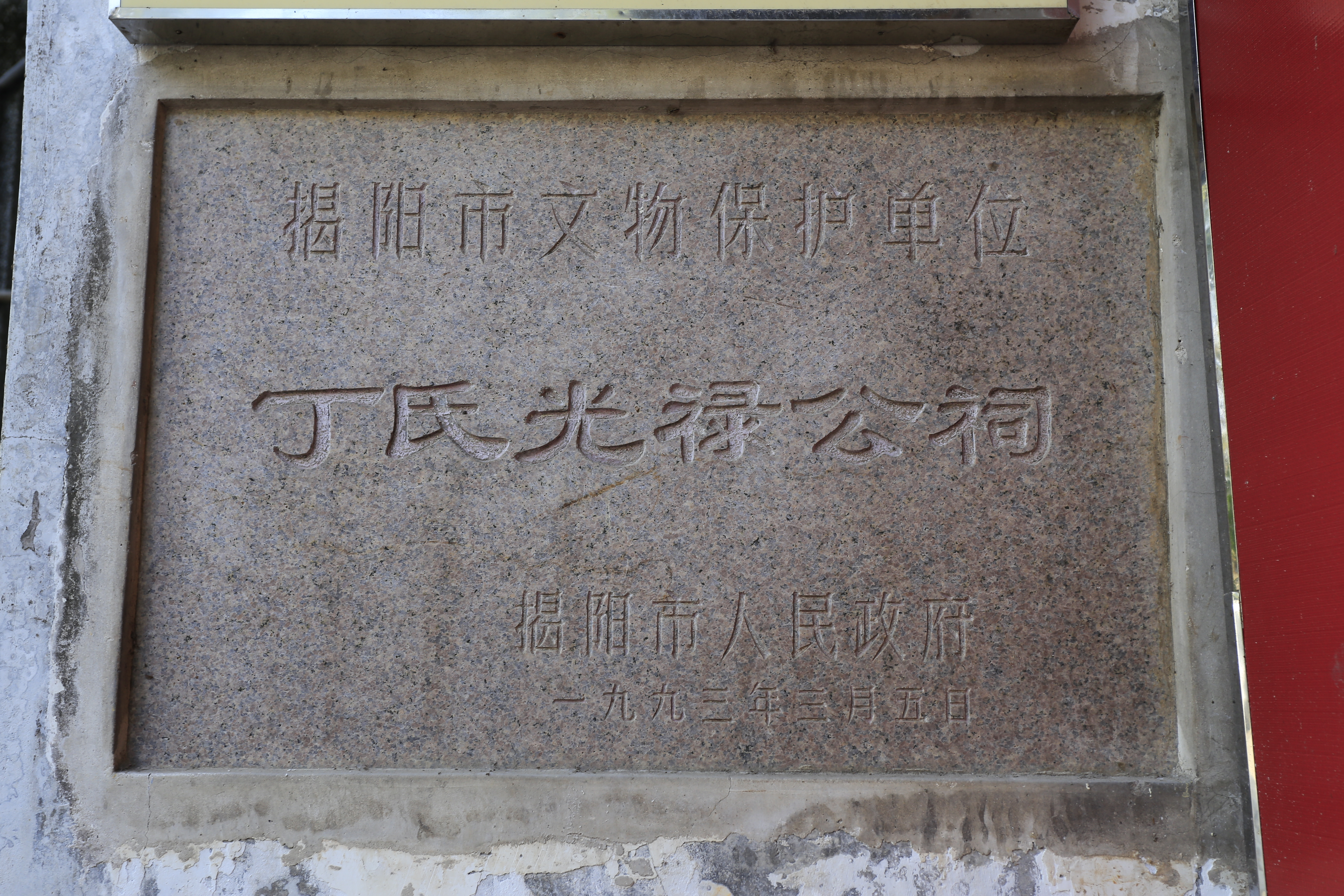